# Осій Кордубський
Осій Кордубський (лат. Osius Cordubensis; 256–359) — єпископ Кордовський в 295—359 роках, відігравав велику роль у церковному житті першої половини IV століття. 

## Життєпис
Можливо за національністю був коптом. Він був 320 року спеціальним посланником римського імператора Костянтина I в Олександрії по умиротворення аріанської єресі, був головою Першого Вселенського собору і низки помісних соборів (Ельвірський собор бл. 300/301, Арльський собор бл. 314, Сардикійський собор 343/344). Є автором послань та численних листувань до імператорів та церковних діячів. 357 року вимушений був підписати формулу Третьому Сірмійського собору 357 року. Помер в Кордобі 359 року.